# Adolf Beck (Politiker)
Adolf Beck (* 16. Januar 1938 in Neumarkt in der Oberpfalz; † 15. Mai 2009 in Regensburg) war ein deutscher Landespolitiker (CSU) in Bayern. Er war unter anderem Bezirksgeschäftsführer. Von 1970 bis 2003 war er Abgeordneter im Bayerischen Landtag.

## Leben
Beck besuchte die Volksschule und sechs Jahre ein Humanistisches Gymnasium, bevor er als Angestellter in einem Industriebetrieb arbeitete. 1959 leistete er 18 Monate bei der Bundeswehr seine Wehrpflicht ab und wurde als Leutnant der Reserve entlassen. Von 1960 bis zu seinem Einzug in den Bayerischen Landtag arbeitete er für den CSU-Bezirksverband Oberpfalz. 1987 wurde er zum Hauptmann der Reserve befördert.

## Politik
Beck trat 1959 in die CSU ein und wurde 1965 zum stellvertretenden Bezirksvorsitzenden der Jungen Union Oberpfalz gewählt. Von 1979 bis 1999 war er Kreisvorsitzender der CSU im Landkreis Regensburg, 1999 wurde er dort Kreisehrenvorsitzender. Er war von Mai 1970 bis zu seinem Einzug in den Landtag im Dezember 1970 Mitglied des oberpfälzischen Bezirkstags. Von 1972 bis 1990 war er Mitglied des Regensburger Kreistages und dort CSU-Fraktionsvorsitzender. Er lebte in Donaustauf. Von 1970 bis 2003 war er Mitglied des Landtages in Bayern.
Im Bayerischen Landtag war er von der 9. bis zur 12. Legislaturperiode Mitglied des Ältestenrates. Außerdem war er in der 7. Legislaturperiode Mitglied des Ausschusses für Geschäftsordnung und Wahlprüfung und des Ausschusses für Sozial- und Gesundheitspolitik. In der 8. Legislaturperiode gehörte er dem Ausschuss für Sicherheitsfragen und dem Ausschuss für Wirtschaft und Verkehr an, dem er bis zum Ende der 12. Legislaturperiode angehörte. In der 13. Legislaturperiode war er zudem Mitglied des Ausschusses für Wirtschaft, Verkehr und Grenzland und in der darauffolgenden Wahlperiode Mitglied des Ausschusses für Wirtschaft, Infrastruktur, Verkehr und Technologie.

## Ehrungen und Auszeichnungen
- Bundesverdienstkreuz am Bande
- Bayerischer Verdienstorden (1980)
- Bayerische Verfassungsmedaille in Silber (1984) und Gold
- Kommunale Verdienstmedaille in Bronze